# Боркі (Малопольське воєводство)
Боркі (пол. Borki) — село в Польщі, у гміні Щуцин Домбровського повіту Малопольського воєводства.
Населення — 784 особи (2011).
У 1975-1998 роках село належало до Тарновського воєводства.

## Демографія
Демографічна структура станом на 31 березня 2011 року:
|          | Загалом | Допрацездатний вік | Працездатний вік | Постпрацездатний вік |
| -------- | ------- | ------------------ | ---------------- | -------------------- |
| Чоловіки | 408     | 100                | 263              | 45                   |
| Жінки    | 376     | 79                 | 222              | 75                   |
| Разом    | 784     | 179                | 485              | 120                  |